# Eugenio Mollino
Eugenio Mollino (Genova, 1873 – Torino, 1953) è stato un ingegnere, progettista, architetto e prestigioso designer italiano.

## Biografia
Nato a Genova, si laureò nel 1896 al Politecnico di Torino in Ingegneria civile. Lavorò inizialmente al Municipio, successivamente nel 1899 iniziò l'attività di professionista, realizzando oltre 290 progetti nella sola Torino. A parte il suo lavoro più noto, l'Ospedale delle Molinette, completato nel 1935, fu autore di altre strutture ospedaliere. Nel 1907 progetta e realizza a Rivoli, in forme che uniscono la decorazione liberty alle più moderne concezioni igieniche e funzionali, il Mattatoio Comunale e Fabbrica del Ghiaccio (dal 2004 Maison Musique), il sanatorio “Casa del Sole” per conto dell'imprenditore-filantropo Napoleone Leumann (1919-23), e nel 1936 assieme al figlio Carlo ristruttura la villa di famiglia in via Giorgio Vecco. Fra le case torinesi si ricorda Casa Lavini in corso Dante angolo corso Galileo Galilei, terminata nel 1909. Mollino si occupò anche de L'allargamento di Via Roma, presentando nel 1902 un suo progetto, accanto a quello di Giacomo Salvadori (1858-1937) del 1904.